# Tiếng Thái Mường Vạt
Tiếng Thái Mường Vạt hay Tày Mường Vạt là một ngôn ngữ thuộc ngữ chi Thái, được nói ở huyện Yên Châu, tỉnh Sơn La. Thái Mường Vạt được mô tả trong Theraphan Luang-Thongkum (2003). Dữ liệu của Theraphan (2003) được thu thập ở 2 làng sau:
- Bản Phát, xã Chiềng Pằn, huyện Yên Châu, tỉnh Sơn La.
- Bản Cốc Lắc, xã Tú Nang, huyện Yên Châu, tỉnh Sơn La.

## Phân loại
Theraphan (2003) chỉ ra rằng tiếng Thái Mường Vạt không giống với tiếng Thái Đen, mặc dù người Thái Mường Vạt sống xen kẽ với những người nói tiếng Thái Đen ở huyện Yên Châu, Sơn La. Điều này lần đầu tiên được ghi nhận bởi Chamberlain (1984), người cho rằng nó có thể liên quan mật thiết hơn với tiếng Tai Neua của Xiêng Khoảng, Lào so với Thái Đen của Sơn La, Việt Nam. Tiếng Thái Đen là ngôn ngữ chính ở Yên Châu, trong khi tiếng Xinh Mun, một ngôn ngữ thuộc ngữ chi Khơ Mú, cũng được sử dụng ở cả Yên Châu và Xiêng Khoảng. Do đó, người Thái Mường Vạt và người Xinh Mun có chung nhiều phong tục văn hóa với người Thái Đen và cũng có trang phục dân tộc giống nhau (Theraphan 2003).
Ngoài ra, giống như tiếng Lào, Thái Mường Vạt là ngôn ngữ 'tuýp /ph/', chứ không phải là ngôn ngữ 'tuýp /p/' như tiếng Thái Đen (Theraphan 2003).
Theraphan (2003: 78) liệt kê những khác biệt về từ vựng giữa tiếng Thái Mường Vạt và Thái Đen.
| Nghĩa        | Thái Mường Vạt | Thái Đen cổ |
| ------------ | -------------- | ----------- |
| bắn          | ɲiŋ A2         | *bɛn B1     |
| khao khát    | zaak DL1       | *ʔɛ B1      |
| rẻ           | hɛ A1          | *tʰuʔ D1    |
| súng         | tʰuŋ B1        | *ʔoŋ B1     |
| luyện tập    | tʰɤp DS2       | *ʔɛp D1     |
| giáo, thương | caw B1         | *hɔʔ D1     |
| ướt đẫm      | mɯk DS1        | *cɯm A2     |
| cái rổ nhỏ   | sa-lɔ C1       | *sɔŋ C1     |
| quạt         | pʰɤŋ A2        | *vi ~ bi A2 |
| lưới đánh cá | viŋ A1         | *ka-sa A1   |